# Wyethia
Die Pflanzengattung Wyethia gehört zur Unterfamilie der Asteroideae innerhalb der Familie der Korbblütler (Asteraceae). Die etwa acht Arten sind nur im westlichen Nordamerika verbreitet. Die nordamerikanischen indigenen Völker haben einige Arten vielseitig genutzt.

## Beschreibung

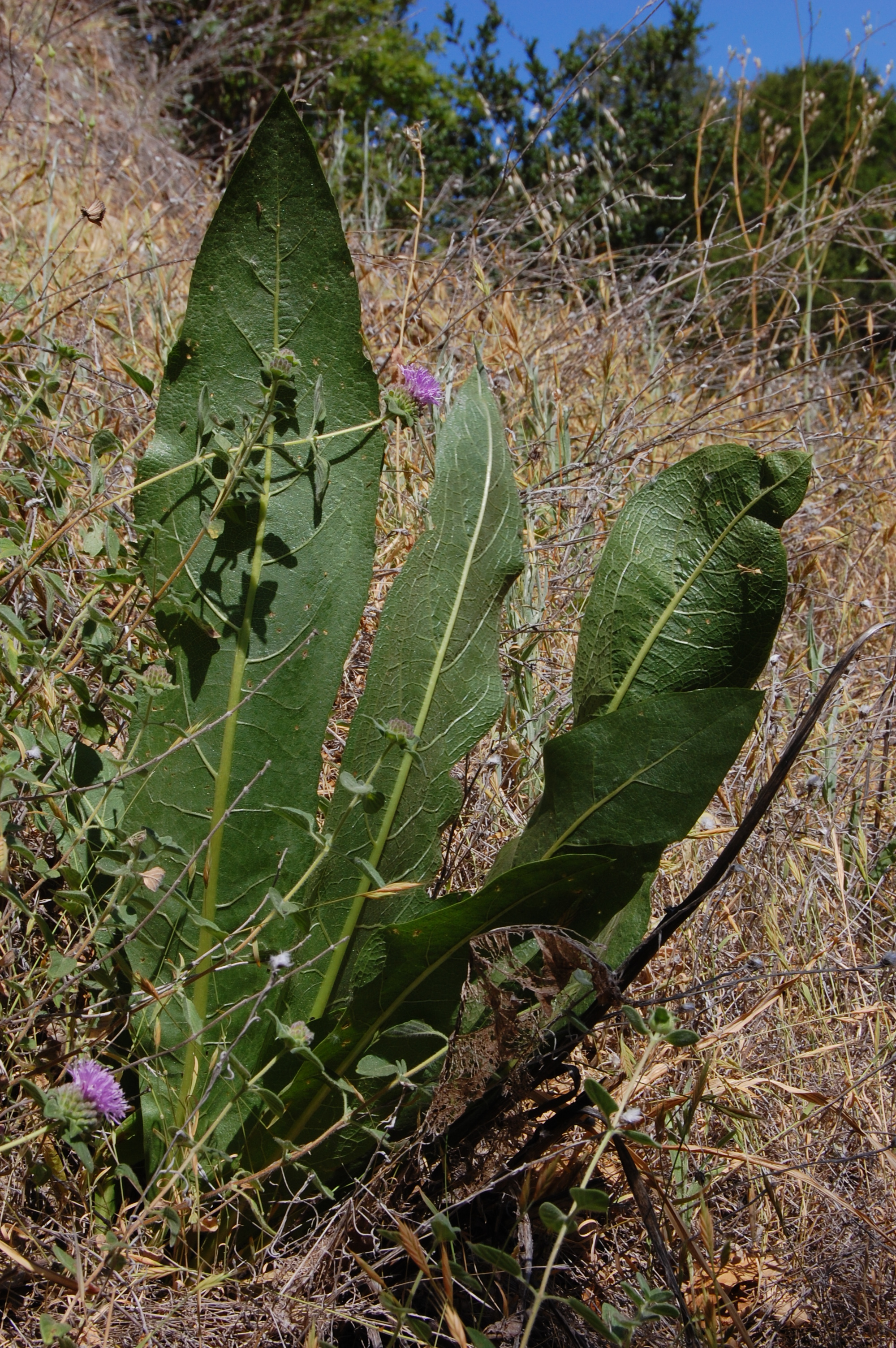
Habitus und einfache Laubblätter von Wyethia glabra

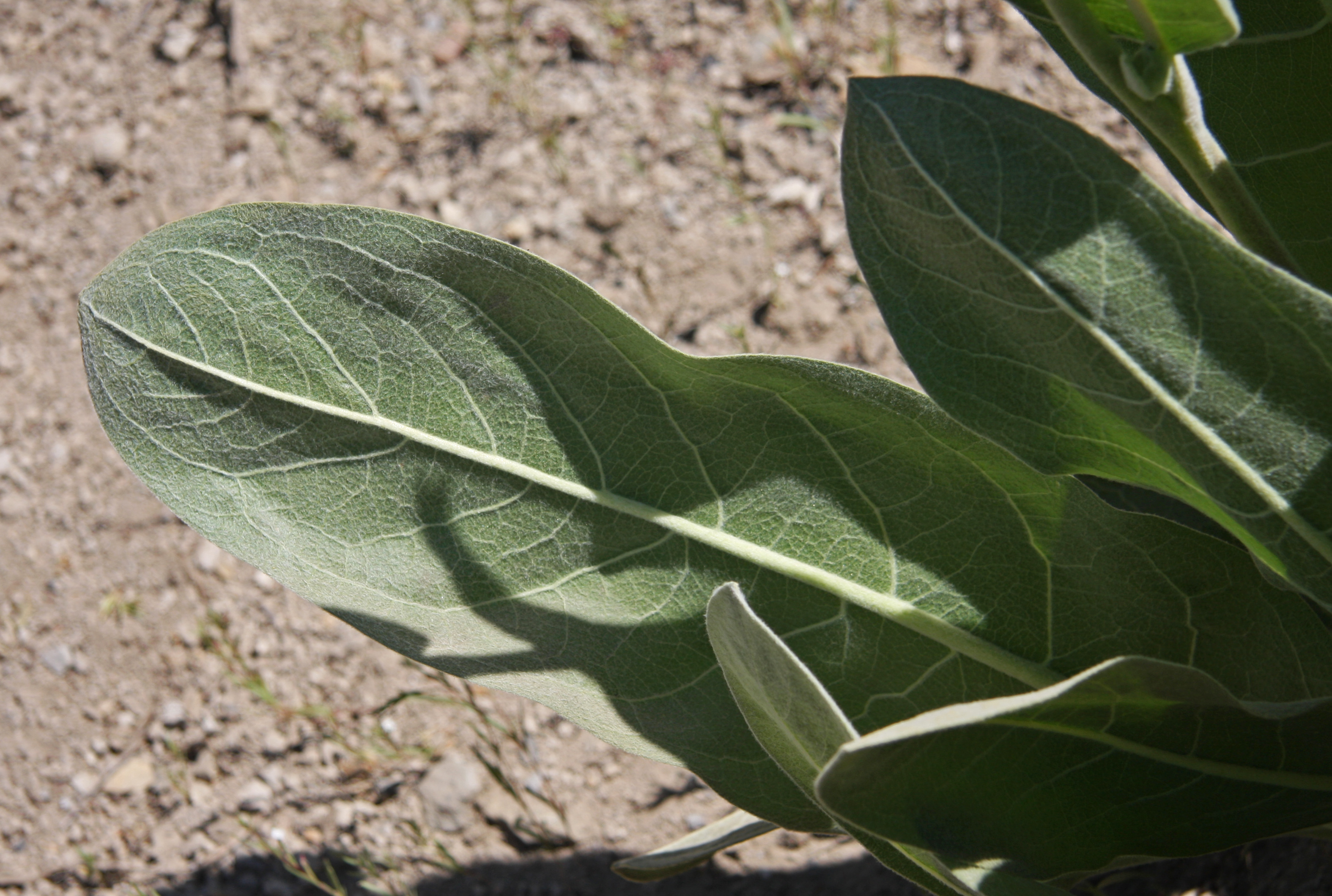
Blattunterseite von Wyethia mollis mit Details der Nervatur und der Behaarung

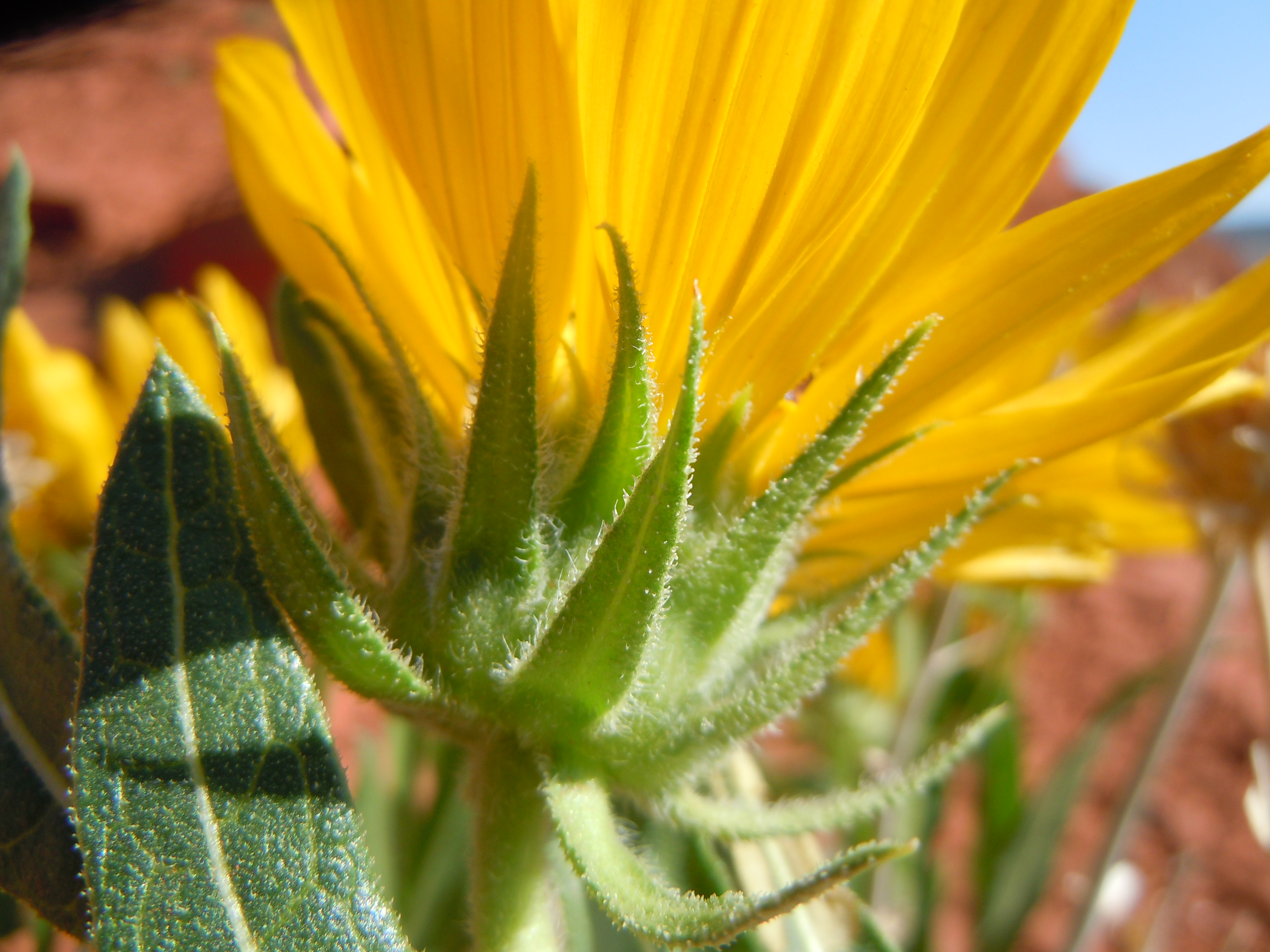
Blütenkorb von Wyethia scabra mit Involucrum im Detail

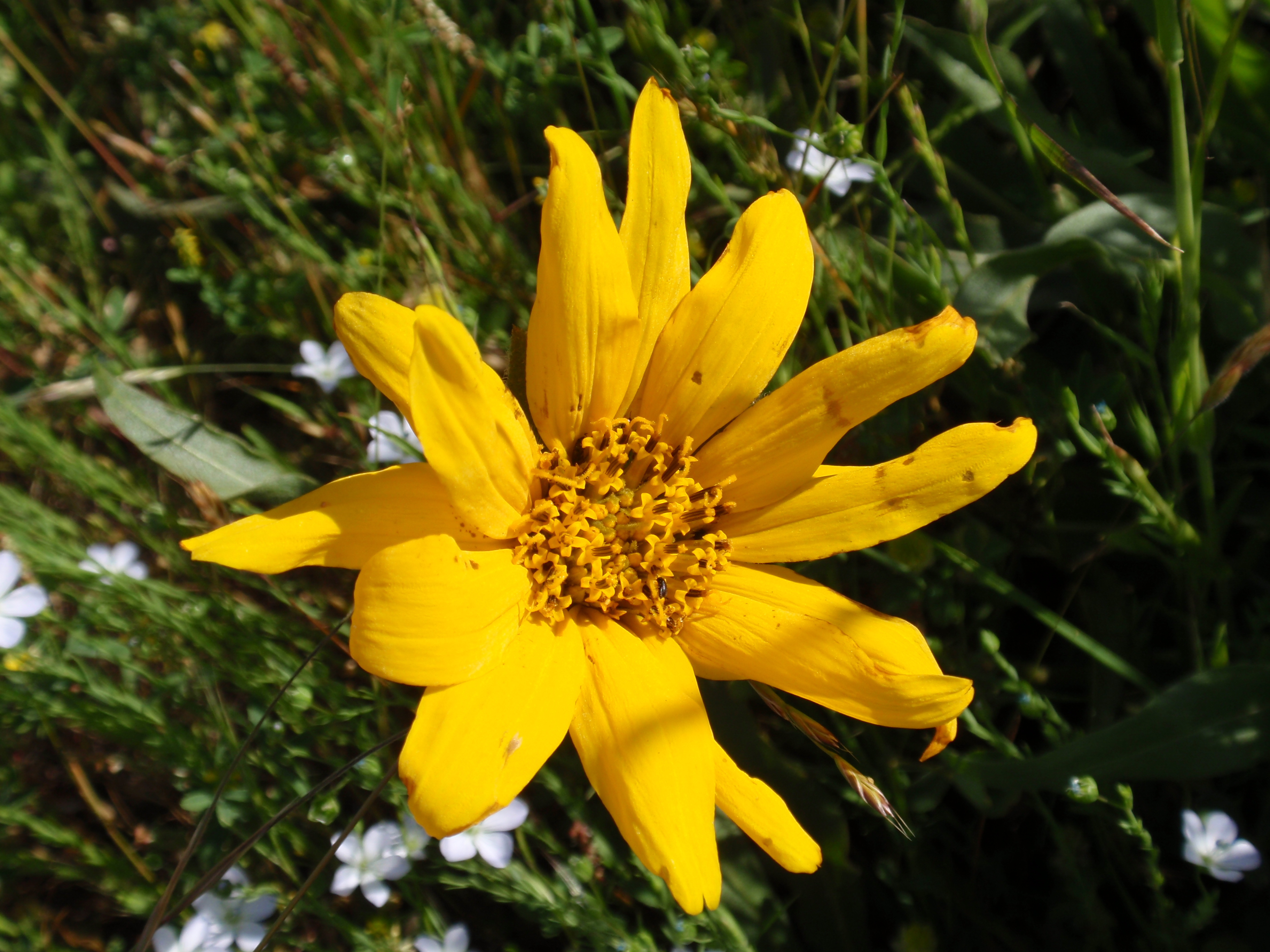
Blütenkorb von Wyethia angustifolia mit Strahlen- und Scheibenblüten

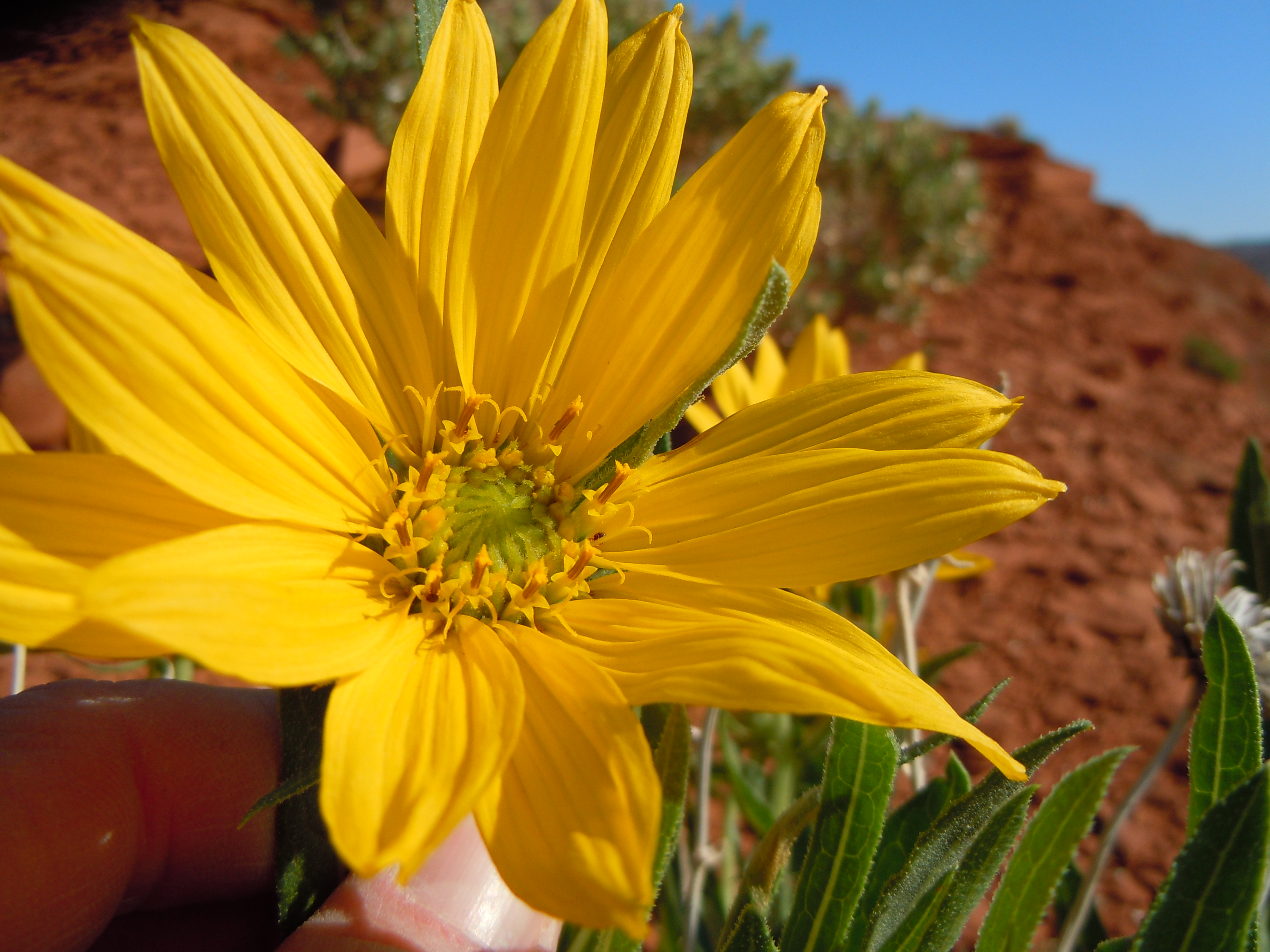
Blütenkorb von Wyethia scabra mit Zungen- und Röhrenblüten in unterschiedlichen Entwicklungsstadien. Gut zu erkennen sind die zweiästigen Griffel.

### Erscheinungsbild und Blätter
Wyethia-Arten wachsen als ausdauernde krautige Pflanzen und erreichen Wuchshöhen von 15 bis 60, selten bis zu 100 Zentimetern. Sie bilden relativ massive Pfahlwurzeln. Die unterirdische Sprossbasis ist einfach, selten verzweigt. Der aufrechte oder seltener sich überbiegende Stängel ist meist ab der Basis verzweigt.
Die grundständig und wechselständig am Stängel verteilt angeordneten Laubblätter sind meist in Blattstiel und Blattspreite gegliedert; manchmal sind die Laubblätter sitzend. Die Grundblätter sind größer als die Stängelblätter. Die einfachen Blattspreiten sind mehr oder weniger deltaförmig, elliptisch-eiförmig, lanzettlich-elliptisch, lanzettlich-linealisch oder länglich-eiförmig mit gestutzter bis keilförmiger Spreitenbasis und glattem oder gesägtem bis gezähntem Blattrand. Die Blattflächen sind behaart oder kahl, manchmal drüsig punktiert.

### Blütenstände und Blüten
In mehr oder weniger schirmtraubigen Gesamtblütenständen stehen auf aufrechten, langen Blütenstandsschäften ein oder zwei bis fünf, selten mehr körbchenförmige Teilblütenstände. An den Blütenstandsschäften können sich wenige wechselständig angeordnete Blätter befinden. Die bei einem Durchmesser von 1,2 bis über 6 Zentimeter kugeligen bis glockenförmigen oder kreiselförmigen Korbhüllen (Involucrum) enthalten in zwei bis drei Reihen 12 bis 36, selten bis etwa 48 Hüllblätter. Die haltbaren Hüllblätter sind gleich oder ungleich, im letzteren Fall sind die äußeren laubblattähnlichen Hüllblätter größer als die inneren. Der Korbboden (Rezeptakel) ist flach bis konvex. Die haltbaren, pergamentartigen Spreublätter sind mindestens an ihrer Basis gefaltet.
Die Blütenkörbe enthalten außen 5 bis über 25 Zungenblüten (Strahlenblüten) und innen viele selten 35 bis über 150 Röhrenblüten (Scheibenblüten). Die auffälligen, meist gelben, nur bei Wyethia helianthoides cremefarbenen bis weißen Zungenblüten sind weiblich und fertil. Die gelben bis orangefarbenen Röhrenblüten sind zwittrig sowie fertil und ihre Röhre ist kürzer als der zylindrische Schlund; ihre fünf Kronzipfel sind mehr oder weniger deltaförmig bis lanzettlich. Der Griffel ist zweiästig mit zwei wenig deutlichen Linien aus Narbengewebe und mehr oder weniger fadenförmigen Anhängseln.

### Früchte
Die undeutlich drei- bis vierkantigen Achänen sind länglich. Die Oberflächen der Achänen sind kahl oder behaart. Der Pappus ist kranzförmig oder er besteht aus ein bis mehr als vier eiförmigen bis pfriemlichen, unregelmäßig gezackten, manchmal an ihrer Basis verwachsenen Pappusschuppen oder es ist kein Pappus vorhanden.

### Chromosomensätze
Die Chromosomengrundzahl beträgt x = 19.

## Ökologie
Die Laubblätter von Wyethia-Arten werden vom Rostpilz Puccinia balsamorhizae befallen.

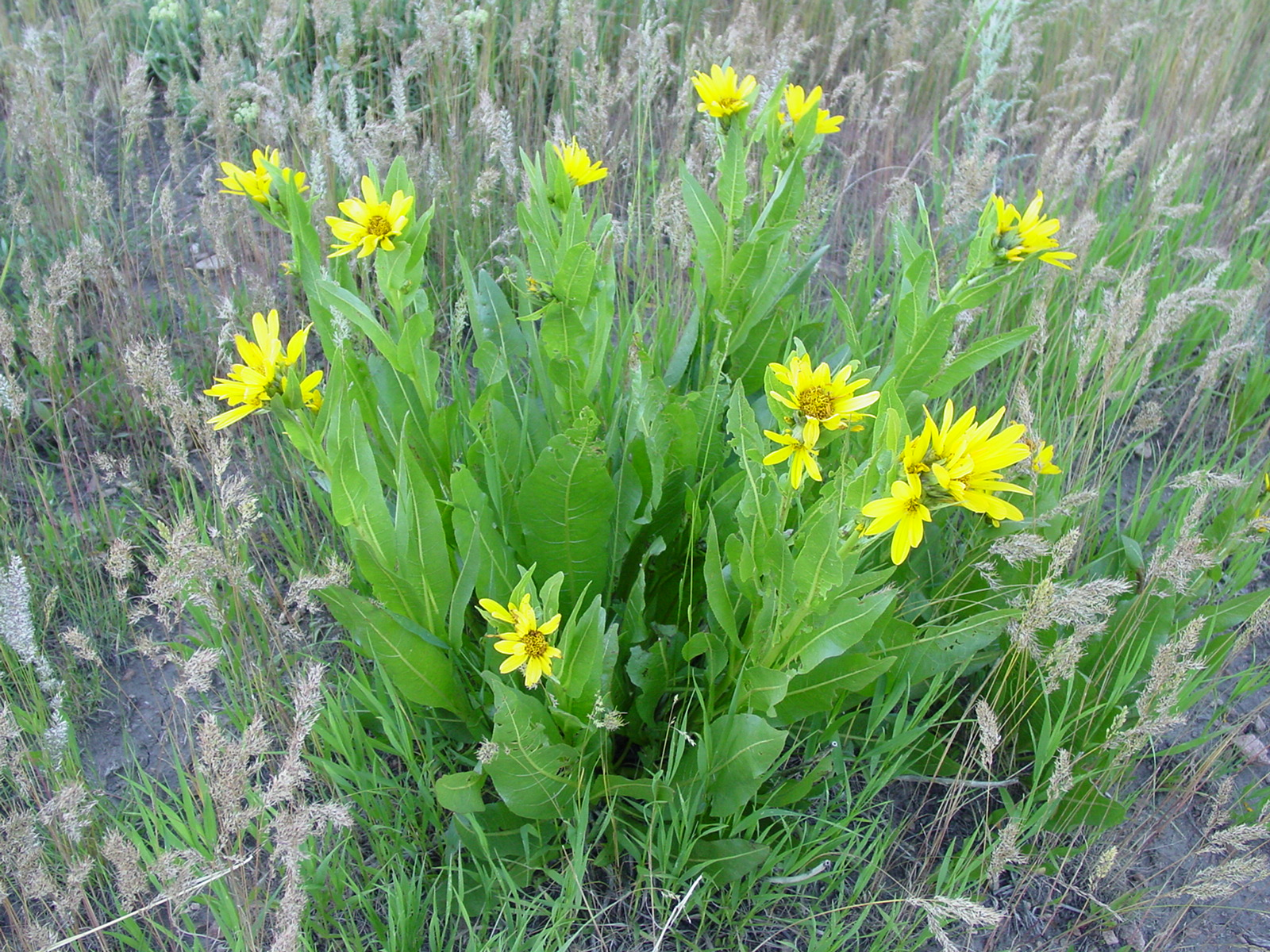
Habitus, Laubblätter und Blütenstände von Wyethia amplexicaulis im Habitat

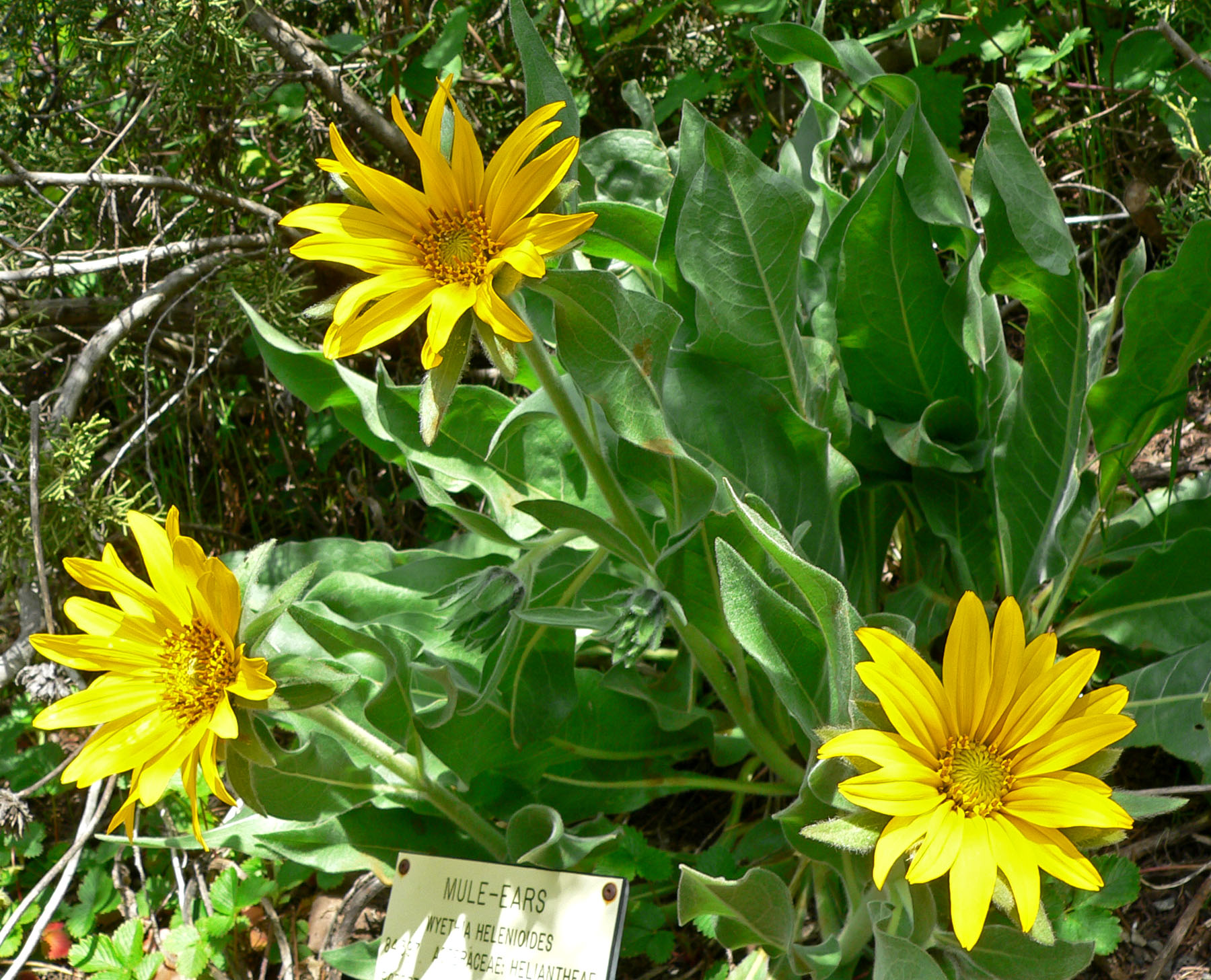
Habitus, einfache Laubblätter und Blütenstände von Wyethia helenioides

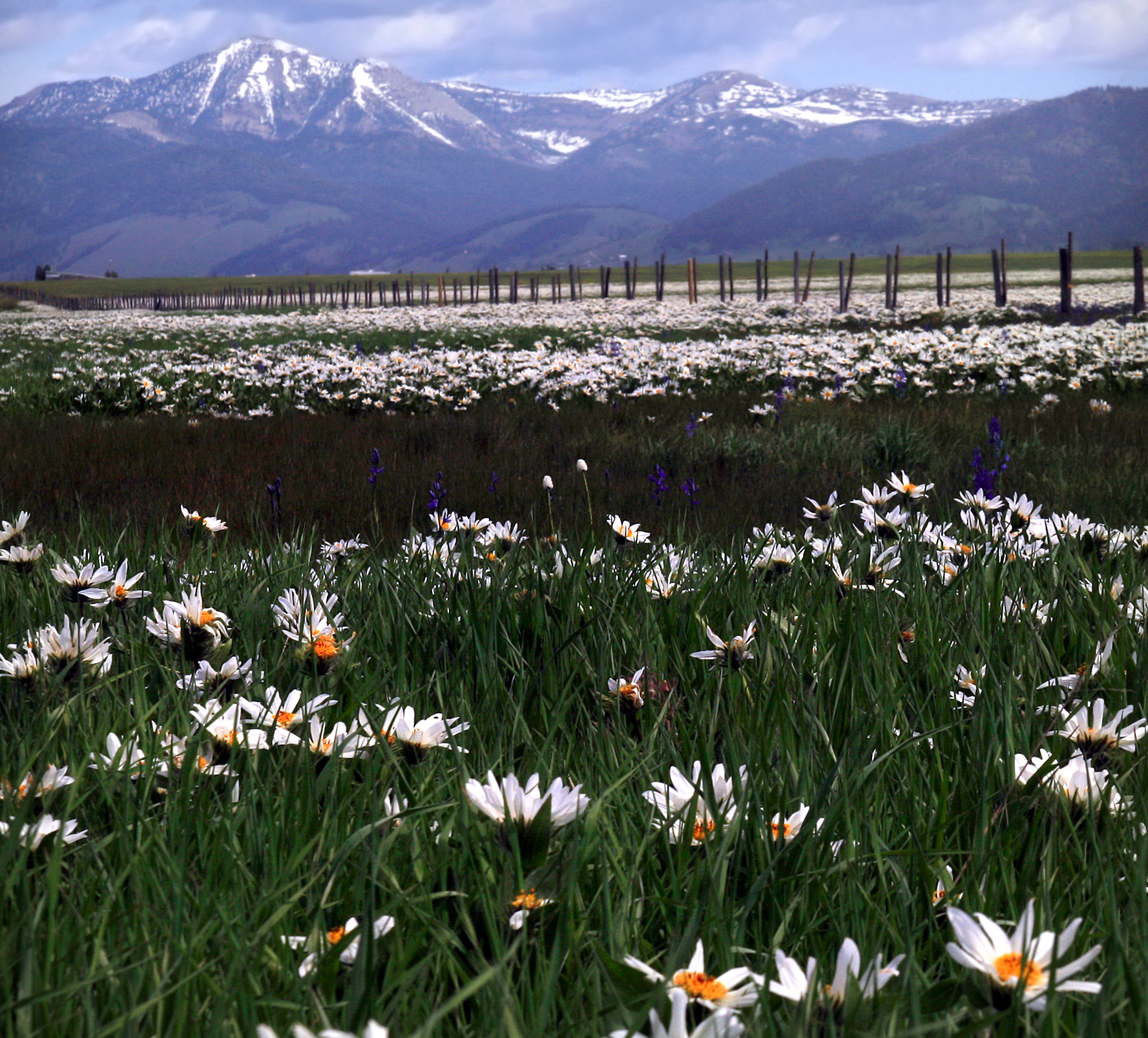
Wyethia helianthoides im Habitat im Yellowstone-Nationalpark

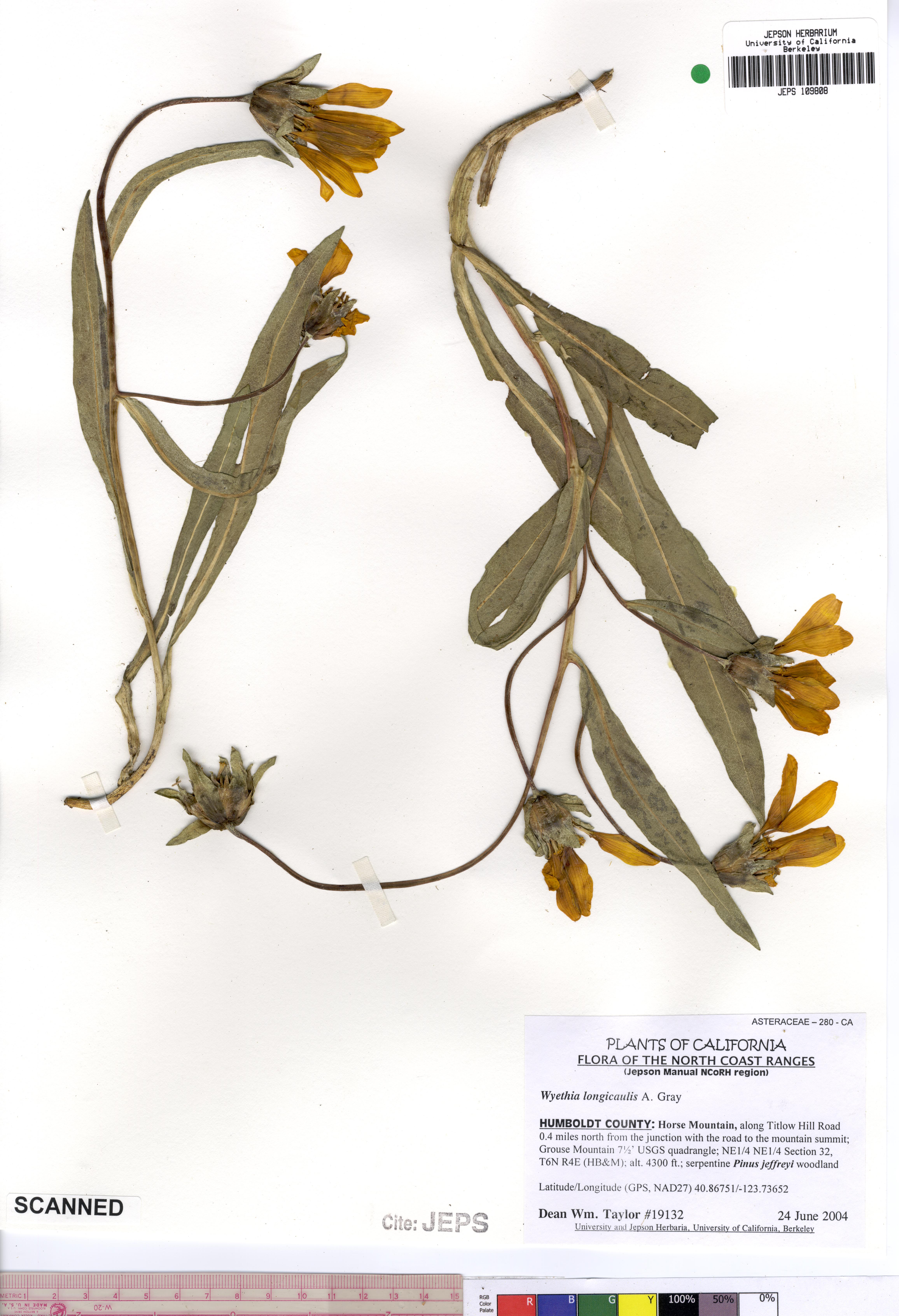
Herbarbogen von Wyethia longicaulis

## Systematik und Verbreitung
Die Gattung Wyethia wurde 1834 durch Thomas Nuttall in Journal of the Academy of Natural Sciences of Philadelphia, Volume 7, 1, S. 39–40, Tafel 5 aufgestellt. Typusart ist Wyethia helianthoides Nutt. Der Gattungsname Wyethia ehrt den amerikanischen Erfinder, Entdecker und Abenteurer (Mountain Men) Nathaniel Jarvis Wyeth (1802–1856).
Die Gattung Wyethia gehört zur Subtribus Engelmanniinae (früher Ecliptinae) aus der Tribus Heliantheae in der Unterfamilie der Asteroideae innerhalb der Familie der Asteraceae. Manche Autoren stellen in die Gattung Wyethia auch die Arten der nah verwandten Gattung Balsamorhiza Hook. ex Nutt.. Einige Arten gehörten früher zu den Gattungen Agnorhiza (Jepson) W.A.Weber und Scabrethia W.A.Weber.
Die Gattung Wyethia ist nur in den westlichen USA verbreitet.
Es gibt etwa acht Wyethia-Arten:
- Wyethia amplexicaulis (Nutt.) Nutt. (Syn.: Espeletia amplexicaulis Nutt., Wyethia amplexicaulis subsp. major Piper, Wyethia amplexicaulis subsp. subresinosa Piper, Wyethia lanceolata Howell): Sie gedeiht auf feuchten oder trockenen, offenen Standorten in Wiesen, Beifuß-Buschland, Gelb-Kiefer-Wäldern in Höhenlagen von 400 bis 3000 Meter in den US-Bundesstaaten Colorado, Idaho, Montana, Nevada, Oregon, Utah, Washington sowie Wyoming.
- Wyethia angustifolia (DC.) Nutt. (Syn.: Alarconia angustifolia DC., Wyethia angustifolia var. foliosa (Congdon) H.M.Hall): Sie gedeiht in Wiesen, auf grasigen Hängen, im Chaparral, auf feuchten bis trockenen Lichtungen in Kiefern- und Kiefern-Eichen-Wäldern in Höhenlagen von 20 bis 2100 Metern in Kalifornien, Oregon sowie Washington.
- Wyethia arizonica A.Gray: Sie gedeiht in Wiesen, auf Lichtungen in Kiefern-, Eichen- oder Fichten-Wäldern in Höhenlagen von 600 bis 2200 (bis 3000) Metern in Arizona, Colorado, New Mexico sowie Utah.
- Wyethia glabra A.Gray: Sie gedeiht auf schattigen Standorten und trockenen Vorbergen in Höhenlagen von 10 bis 800 Metern in Kalifornien. Im Küstengebirge kommt sie meist im Nebelgürtel vor.
- Wyethia helenioides (DC.) Nutt. (Syn.: Alarconia helenioides DC.): Sie gedeiht auf grasigen Hängen sowie Lichtungen in Waldländern in Höhenlagen von 10 bis 1600, selten bis zu 2000 Metern in Kalifornien in Vorgebirge der Sierra Nevada und westlich des Kalifornischen Längstales, außerhalb des Nebelgürtels.
- Wyethia helianthoides Nutt.: Sie gedeiht in Wiesen, feuchten Standorten, auf Lichtungen in Kiefern-Wäldern in Höhenlagen von 40 bis 2600 Metern in Idaho, Montana, Nevada, Oregon sowie Wyoming.
- Wyethia longicaulis A.Gray: Sie ist nur aus dem nördlichen Kalifornischen Küstengebirge bekannt und gedeiht auf grasigen Hängen sowie in Waldlichtungen in Höhenlagen von 700 bis 1500 Metern.
- Wyethia mollis A.Gray: Sie gedeiht in Wiesen, trockenen bis feuchten, offenen Standorten, auf Lichtungen in Kiefern-Wäldern in Höhenlagen von 900 bis 2200 (bis 3000) Metern in Kalifornien, Nevada, Oregon in der Sierra Nevada und in der Kaskadenkette.

Einige Arten der Gattung Wyethia bilden an Standorten, an denen sie gemeinsam vorkommen, Hybriden. Natürliche Hybriden sind:
- Wyethia ×magna A.Nelson ex W.A.Weber (= Wyethia arizonica A.Gray × Wyethia amplexicaulis Nutt.)
- Wyethia ×cusickii Piper (= Wyethia amplexicaulis × Wyethia helianthoides): Sie blüht meist später als Wyethia helianthoides und früher als Wyethia amplexicaulis.

## Nutzung
Die Pfahlwurzeln von Wyethia helianthoides und Wyethia mollis werden gegart gegessen.
Von Wyethia amplexicaulis, Wyethia angustifolia, Wyethia longicaulis und Wyethia mollis wurden die Samen und die jungen oberirdischen Pflanzenteile gegessen.
Die medizinische Wirkung von Wyethia amplexicaulis, Wyethia angustifolia, Wyethia longicaulis und Wyethia mollis wurden untersucht. Nordamerikanische indigene Völker haben Wyethia amplexicaulis, Wyethia angustifolia, Wyethia longicaulis und Wyethia mollis bei vielen gesundheitlichen Problemen eingesetzt.

## Historische Literatur
- Roxana Stinchfield Ferris, LeRoy Abrams: Illustrated Flora of the Pacific States: Bignonias to Sunflowers, Volume 4 - Bignonias to Sunflowers, Stanford University Press, 1960: eingeschränkte Vorschau in der Google-Buchsuche